# Lizzy McAlpine
Elisabeth Catherine "Lizzy" McAlpine (Philadelphia, 22 september 1999) is een Amerikaans singer-songwriter. Ze werd bekend door het plaatsen van liedjes en covers op de platforms YouTube en SoundCloud.
In 2023 had McAlpine met het nummer Ceilings haar eerste internationale hit.

## Biografie
Lizzy McAlpine groeide op in Narberth, een buitenwijk van Philidadelphia. Sinds haar zesde schrijft McAlpine muziek. Ze studeerde songwriting aan de Berklee College of Music in Boston, Massachusetts. In april 2020 begon ze ten tijde van de coronapandemie een thuisconcertreeks. Op 12 maart 2020 overleed McAlpine's vader en sindsdien heeft ze veel nummers aan hem opgedragen. Zo gaat op elk album een nummer over het gemis van haar vader.
Twee jaar daarvoor bracht McAlpine haar eerste EP getiteld Indigo uit.  In augustus 2020 bracht McAlpine haar debuutalbum Give Me a Minute uit. De Dallas Observer nam het album op in een lijst van beste albums van 2020. Het jaar erna bracht McAlpine opnieuw een EP, When the World Stopped Moving: The Live EP, uit met daarop acht nummers. Op 22 november 2021 trad McAlpine op in de Jimmy Kimmel Live! show met het nummer Erase Me.
McAlpine bleef een steeds groter publiek te bereiken op TikTok en Instagram. Hierdoor werd ze een TikTok ster genoemd, een titel die ze zelf liever niet hoort. Het nummer You Ruined the 1975 van McAlpine werd 8 miljoen keer bekeken op TikTok.
In 2022 bracht McAlpine haar tweede album getiteld Five Seconds Flat. Het album debuteerde in de Heatseekers hitlijsten en behaalde de 9de plek in de Alternative New Artist Albums en de 19de plaats in de New Artist Albums hitlijst. Op het album staat ook het nummer Ceilings dat viraal ging op TikTok. In de Billboard Top 100 wist het nummer de 54ste plaats te behalen en het nummer werd 230 miljoen keer beluisterd. In de Nederlandse Top 40 wist het nummer de 32ste plaats te behalen. Na het uitbrengen van haar tweede album ging McAlpine touren vanaf april 2023.  Ze gaf 27 shows, maar laste haar optredens in het Verenigd Koninkrijk en andere Europese steden af door gezondheidsredenen en vermoeidheid.
McAlpine werkt datzelfde jaar samen met Noah Kahan en Niall Horan voor de nummers Call your Mom en You Could Start a Cult. Begin 2024 bracht ze de single Older uit. Op 13 februari 2024 kondigde McAlpine een derde album aan waarin ze laat zien wat 'ze de afgelopen drie jaar is geworden'. Het album werd uitgebracht op 5 april 2024. Vanaf 21 april 2024 ging McAlpine opnieuw touren door Noord-Amerika en Europa.

## Discografie

### Albums
- Give Me a Minute (2020)
- Five Seconds Flat (2022)
- Older (2024)

### Ep's
- "Nice!" (2016)
- Indigo (2018)
- When the World Stopped Moving: The Live EP (2021)

### Singles
- "Bang" (2018)
- "Just Because" (2019)
- "Oops" (2019)
- "Apple Pie" (2019)
- "Devil's Hold" (2020)
- "7PM" (2020)
- "Over-the-Ocean Call" (2020)
- "False Art" (met Ben Kessler) (2020)
- "Bored" (met Thomas Headon) (2021)
- "I Think I" (met Ben Kessler) (2021)
- "Doomsday" (2021)
- "Erase Me" (met Jacob Collier) (2021)
- "All My Ghosts" (2022)
- "Reckless Driving" (met Ben Kessler) (2022)
- "Hate to Be Lame" (met Finneas) (2022)
- "Ceilings" (2023)
- "Call Your Mom" (met Noah Kahan) (2023)
- "You Could Start a Cult" (met Niall Horan) (2023)
- "Older" (2024)
- I Guess (2024)